# Heinrich Wilhelm Olbers

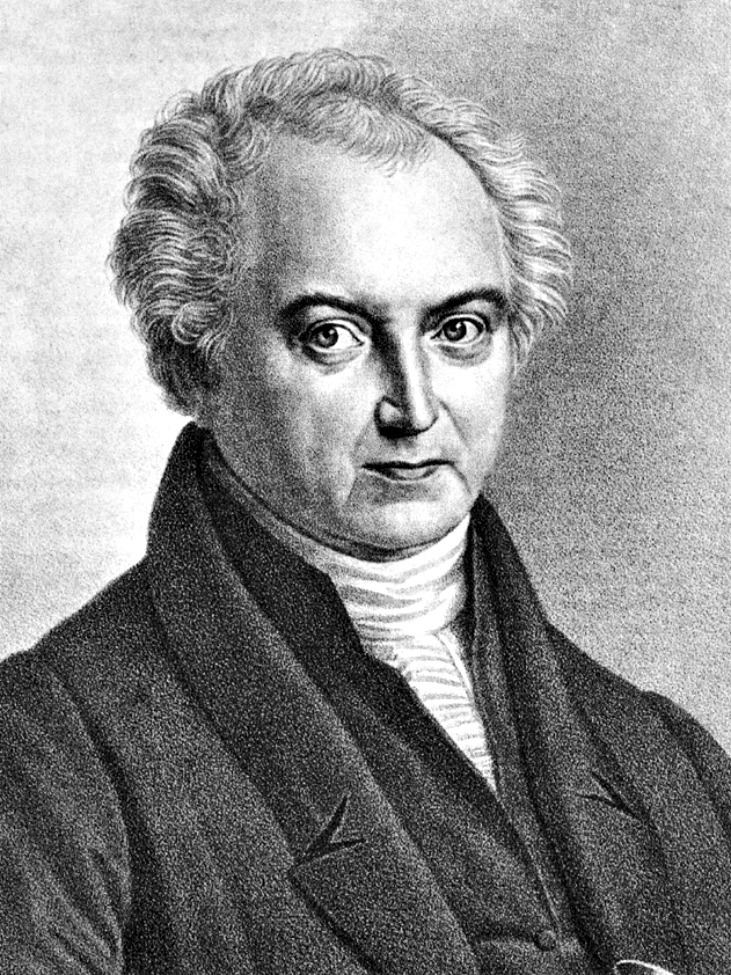
Heinrich Wilhelm Olbers (Lithographie von Rudolph Suhrlandt)

Heinrich Wilhelm Matthias Olbers (* 11. Oktober 1758 in Arbergen bei Bremen; † 2. März 1840 in Bremen) war ein deutscher Astronom und Arzt. Er entwickelte Methoden zur Bahnbestimmung von Himmelskörpern, entdeckte die Asteroiden Pallas und Vesta sowie sechs Kometen und formulierte das Olberssche Paradoxon.

## Biografie

### Familie und Ausbildung

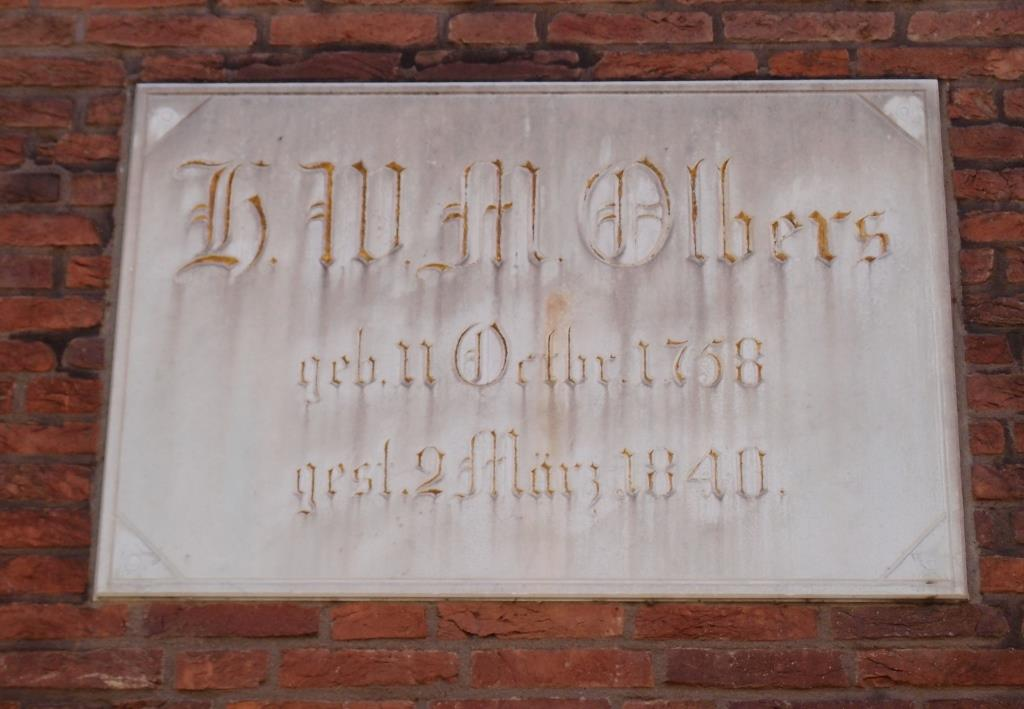
Erinnerung an Heinrich Wilhelm Olbers, Bremen, Sandstraße 16

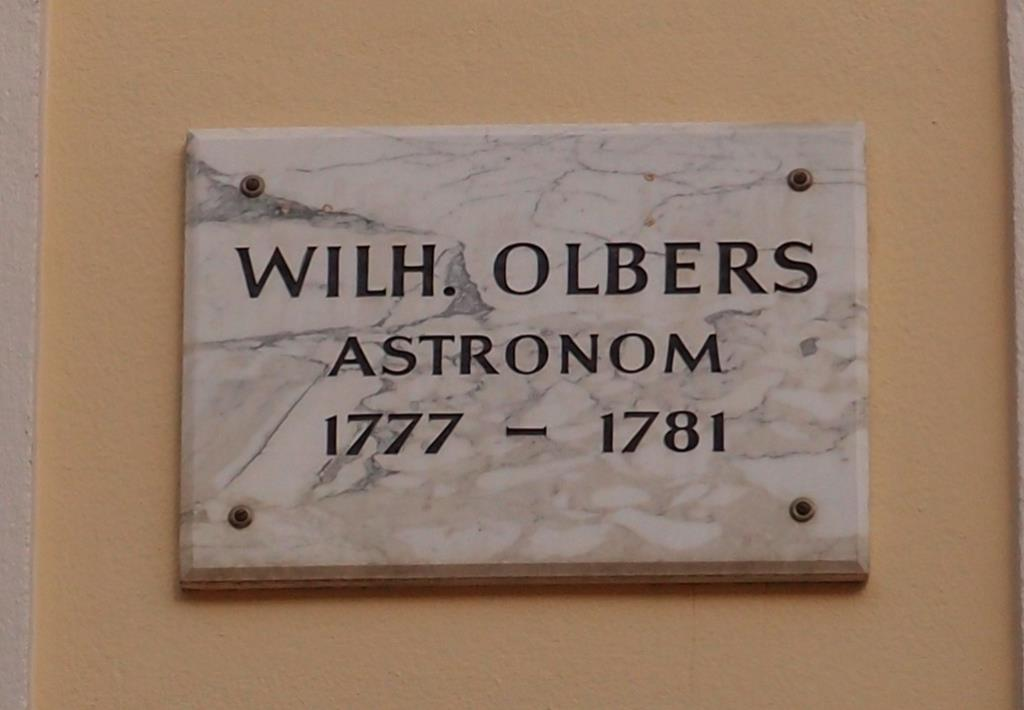
Erinnerung an Heinrich Wilhelm Olbers, Göttingen, Weender Straße 48

Olbers kam als das achte von sechzehn Kindern des in Arbergen wirkenden Pastors Johann Georg Olbers zur Welt. 1760 wurde der Vater an den Bremer Dom berufen und die Familie zog in die damals Freie Reichsstadt Bremen. Olbers besuchte dort das Pädagogium, das Athenaeum und ab 1771 das Gymnasium Illustre. 1777 nahm er an der Universität Göttingen das Studium der Medizin auf.
Bereits als Schüler hatte er sich für die Astronomie interessiert und als Zehnjähriger fasziniert den Großen Kometen von 1769 beobachtet. Als Student hörte er zusätzlich astronomische Vorlesungen. 1779, während eines medizinischen Praktikums, erdachte er eine Methode zur Bahnbestimmung eines Kometen, den er während der Patientenbetreuung durch ein Fenster beobachtete. Ein Jahr später schloss er das Studium mit einer Dissertation über das menschliche Auge ab. 1781 eröffnete er in der Bremer Sandstraße eine Arztpraxis. Er heiratete 1785 Dorothea Elisabeth Köhne (1767–1786). Sie starb schon im darauf folgenden Jahr bei der Geburt der Tochter Doris (Henriette Marie Dorothea Focke, geb. Olbers, 1786–1818). 1788 heiratete er Anna Adelheid Lürssen (1765–1820), mit der er einen Sohn hatte, den späteren Bremer Senator Georg Heinrich Olbers (1790–1861). Nach dem frühen Tod der Tochter und dem seiner zweiten Ehefrau zog sich Olbers im siebenten Lebensjahrzehnt aus dem Berufsleben als Arzt zurück.

### Kometen und Kleinplaneten

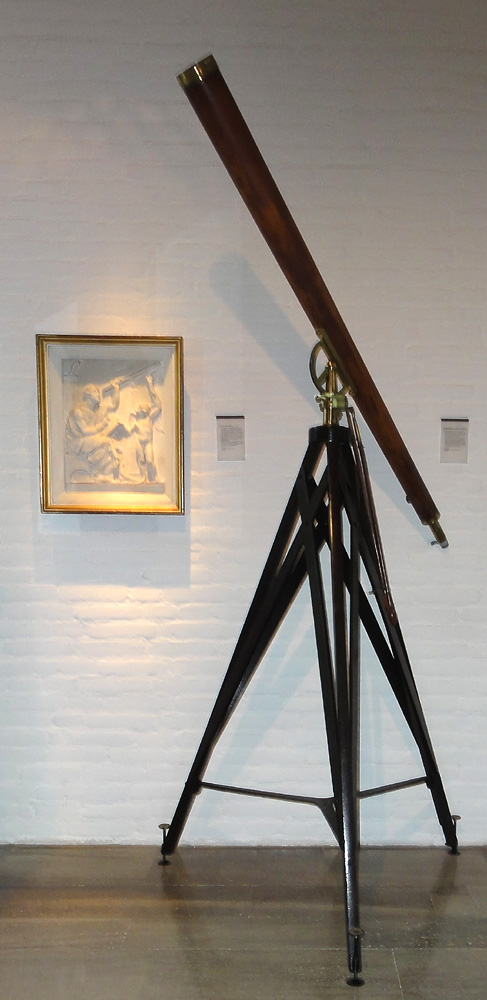
Fernrohr von Olbers im Focke-Museum

Seine freie Zeit widmete Olbers fast ganz der Astronomie. Da er mit nur vier Stunden Schlaf auskam, konnte er ausgiebige Himmelsbeobachtungen durchführen. Er wertete darüber hinaus alle Aufzeichnungen von auffälligen Kometen aus, die seit 1531 erschienen waren. 1797 veröffentlichte er die Schrift Abhandlung über die leichteste und bequemste Methode, die Bahn eines Cometen zu berechnen. Das Werk wurde jeweils 1847 und 1864 wieder aufgelegt. Die darin beschriebene Methode kann auch heute noch angewendet werden. 1797 wurde er zum Mitglied der Leopoldina gewählt.
1800 wurde in der Sternwarte Lilienthal bei Bremen auf Anregung von Franz Xaver von Zach die Astronomische Gesellschaft gegründet. Erster Präsident wurde Johann Hieronymus Schroeter, Gründer und Besitzer der Sternwarte, die seinerzeit als hervorragend ausgestattet galt. Weitere Gründungsmitglieder waren Olbers, Ferdinand Adolf von Ende, Johann Gildemeister und Karl Ludwig Harding.
Darüber hinaus wurden achtzehn weitere führende europäische Astronomen zu Mitgliedern berufen. Ziel der Gesellschaft war die Auffindung noch unbekannter Himmelskörper unseres Sonnensystems, insbesondere eines vermuteten Planeten zwischen Mars und Jupiter. Hierzu wurde der Himmel in 24 Abschnitte unterteilt und in der Nähe der Ekliptik intensiv durchgemustert. Am 1. Januar 1801 entdeckte Giuseppe Piazzi von Palermo aus den ersten Kleinplaneten, der später (1) Ceres genannt wurde. Am 28. März 1802 entdeckte Olbers (2) Pallas und am 29. März 1807 (4) Vesta. Der Asteroid (3) Juno war am 1. September 1804 von Harding in Lilienthal entdeckt worden. 1804 wurde Olbers zum Fellow der Royal Society gewählt.

### Spätere Jahre

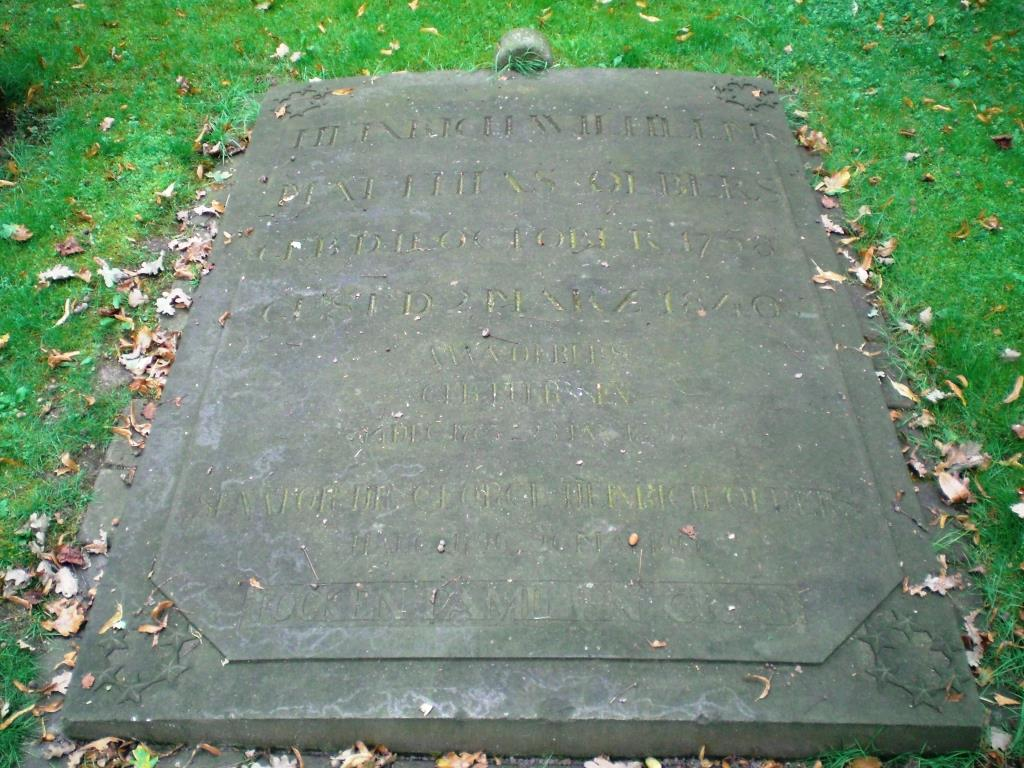
Grab von Heinrich Wilhelm Olbers auf dem Riensberger Friedhof in Bremen

Olbers lernte 1804 den jungen Friedrich Wilhelm Bessel kennen. Er erkannte dessen mathematisches und astronomisches Talent und empfahl ihn Schroeter als Assistent für die Lilienthaler Sternwarte zum Nachfolger von Harding. Bessel arbeitete vier Jahre an der Lilienthaler Sternwarte und ging anschließend als Professor für Astronomie an die Universität Königsberg.
Infolge der napoleonischen Kriege geriet Norddeutschland Anfang des 19. Jahrhunderts unter französische Herrschaft. Olbers wurde 1811 zum Mitglied des Corps législatif, der gesetzgebenden Versammlung in Paris, ernannt. In der Folgezeit reiste Olbers dreimal nach Paris, um das Département der Wesermündungen zu vertreten. Dort machte er die persönliche Bekanntschaft von Napoléon Bonaparte.
Nachdem die französische Herrschaft beendet war, nahm Olbers 1814 seine astronomischen Tätigkeiten wieder auf. In den folgenden Jahren entdeckte er sechs Kometen, darunter den kurzperiodischen 13P/Olbers, der 2024 wiederkehrte. 1822 wurde Olbers in die American Academy of Arts and Sciences und 1823 in die Royal Society of Edinburgh gewählt.
Olbers’ umfangreiche Bibliothek wurde 1841 von Friedrich Georg Wilhelm Struve für die Sternwarte Pulkowa angekauft. 1997 wurde diese bei einem Brandanschlag stark beschädigt.

## Olberssches Paradoxon
1823 formulierte Olbers das nach ihm benannte Olberssche Paradoxon. Er zeigte darin den Widerspruch auf, dass es nachts dunkel wird, obwohl bei Annahme eines unendlichen, transparenten Weltraumes mit homogen verteilten Sternen an jeder Stelle des Himmels ein Stern stehen müsste. Der Himmel müsste daher auch nachts bei nicht sichtbarer Sonne hell erleuchtet sein.

## Ehrungen

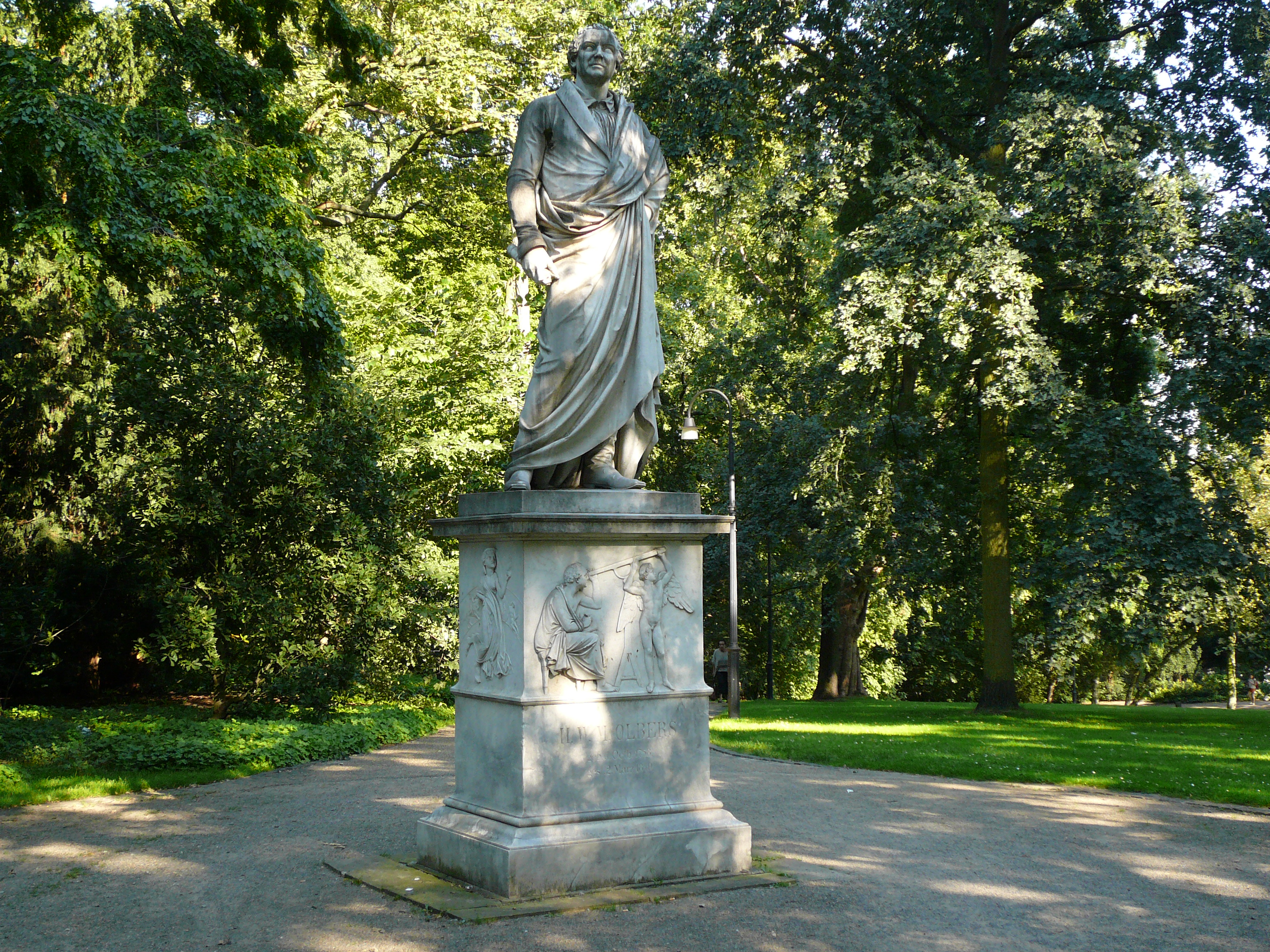
Das Olbers-Denkmal in Bremen in den Wallanlagen

- Für seine Leistungen erhielt Olbers zahlreiche Auszeichnungen, unter anderem den dänischen Danebrog-Orden, das Ritterkreuz des Guelphen-Ordens des Königshauses Hannover und das Ritterkreuz des preußischen Roten Adlerordens.
- Anlässlich seines 50-jährigen Doktorjubiläums beschloss der Bremer Senat 1830 die Aufstellung einer Büste im dortigen Rathaus.
- 1830 wurde aus dem gleichen Anlass, vermutlich von der Bremer Gesellschaft Museum, eine in Gold, Silber und Bronze ausgeprägte Medaille mit seinem Profilbild herausgegeben. Medailleur war Christoph Carl Pfeuffer in der Berliner Medaillen-Münze von Gottfried Bernhard Loos. – 1844 folgte vom gleichen Herausgeber eine von Martin Heinrich Wilkens geprägte Medaille mit den Köpfen von Olbers und Gottfried Reinhold Treviranus als Gabe für die Teilnehmer der 22. Versammlung Deutscher Naturforscher und Ärzte in Bremen.[7]
- 1844 beschloss der Bremer Senat die Aufstellung des Olbers-Denkmals in den Wallanlagen beim früheren Schauspielhaus. Die vom Bildhauer Carl Steinhäuser geschaffene Statue wurde 1850 enthüllt.
- 1862 wurde die Olbers-Tafel am Olbers-Wohnhaus in der Sandstraße 15 (heute 16) in Bremen-Mitte angebracht.
- 1920 wurde in Bremen die Olbers-Gesellschaft e. V. mit dem Ziel gegründet, die Astronomie in der Öffentlichkeit zu verbreiten. Die Gesellschaft betreibt heute auf dem Gelände der Hochschule Bremen die Walter-Stein-Sternwarte und hält Gastvorträge im Olbers-Planetarium.
- Zu Olbers’ Gedenken wurden der Olbers-Mondkrater, der Komet 13P/Olbers und der Asteroid (1002) Olbersia nach ihm benannt.
- 11. Oktober 1990 Göttinger Gedenktafel,[8] Weender Straße 48[9]
- 2007 erfolgte die Namensänderung der Grundschule Olbersstraße, Hannover in Heinrich-Wilhelm-Olbers-Grundschule.
- Das frühere Schulzentrum Drebberstraße im Bremer Stadtteil Hemelingen trägt seit dem Schuljahr 2007/08 den Namen Wilhelm-Olbers-Oberschule.
- Olbersstraßen in Berlin, Bremen, Hannover, Lilienthal und anderen Orten

### Nach Olbers benannte Schiffe
Olbers war außerdem der Name verschiedener Segelschiffe: Eine in Archangelsk gebaute Fregatte wurde 1829 von F. C. Delius & Co. in Bremen erworben und 1837 abgewrackt. Ein 1838 in Grohn gebauter Segler des gleichen Eigners, das Vollschiff Olbers (1851), havarierte 1848. Später trug eine Dreimastbark der Kaiserlichen Marine den Namen des Astronomen.

## Schriften
- Dissertatio Inavgvralis Physiologica De Ocvli Mvtationibvs Internis. Dissertation. Dieterich, Göttingen 1780 (Digitalisat)
- Abhandlung über die leichteste und bequemste Methode die Bahn eines Cometen aus einigen Beobachtungen zu berechnen., Industrie-Comptoir, Weimar 1797, doi:10.3931/e-rara-1518
  - J. F. Encke (Hrsg.): Abhandlung über die leichteste und bequemste Methode die Bahn eines Cometen zu berechnen. Mit Berichtigung- und Erweiterung der Tafeln und Fortsetzung des Cometen-Verzeichnisses bis zum Jahre 1847, Landes-Industrie-Comptoir, Weimar 1847 Digitalisat.
- Ueber die Gefahren, die unsere Erde von den Cometen leiden könnte. Gotha 1810 (Digitalisat).

Gesammelte Werke:
- C. Schilling (Hrsg.): Wilhelm Olbers. Sein Leben und seine Werke. (Im Auftrage der Nachkommen herausgegeben). Julius Springer, Berlin.
  - Erster Band. Gesammelte Werke, 1894. Digitalisat
  - Ergänzungsband. Neue Reduktionen, 1899. Digitalisat
  - Zweiter Band. Briefwechsel zwischen Olbers und Gauss. Erste Abtheilung, 1900. Digitalisat
  - Zweiter Band. Briefwechsel zwischen Olbers und Gauss. Zweite Abtheilung, 1909. Digitalisat

Briefe:
- Diedrich Wattenberg (Hrsg.): Wilhelm Olbers im Briefwechsel mit Astronomen seiner Zeit. Verlag für Geschichte der Naturwissenschaften und der Technik, Stuttgart 1994, ISBN 3-928186-19-1.
- Adolph Erman (Hrsg.): Briefwechsel zwischen Wilhelm Olbers und Friedrich Wilhelm Bessel. Avenarius & Mendelssohn, Leipzig 1852. (Neudruck 2010: ISBN 978-1-149-86667-2, ISBN 978-1-144-07131-6)
  - 1. Band Digitalisat
  - 2. Band Digitalisat
- Carl Friedrich Gauss: Werke. Ergänzungsreihe Band 4: Briefwechsel Carl Friedrich Gauss – Heinrich Wilhelm Matthias Olbers. Berlin 1909. (Neudruck: Olms, Hildesheim 1976, ISBN 3-487-05669-0)

Bibliografie:
- Walter Stein (Hrsg.): Von Bremer Astronomen und Sternfreunden: zur Einweihung der Sternwarte der Olbers-Gesellschaft am 200. Geburtstag von W. Olbers, am 11. Oktober 1958. Geist, Bremen 1958, S. 57 f.